# Nadelholz

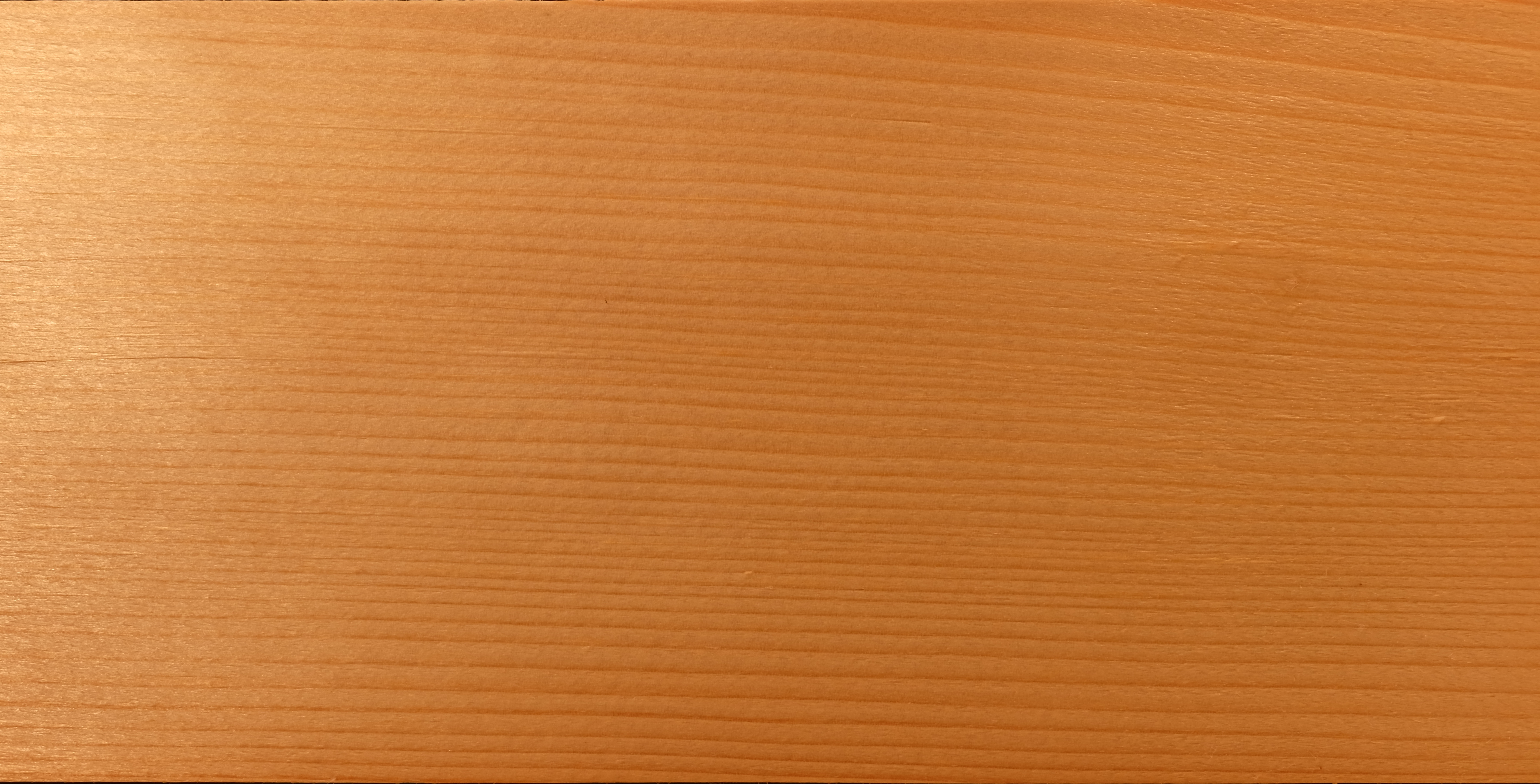
Fichtenholz mit deutlich sichtbaren Jahresringen

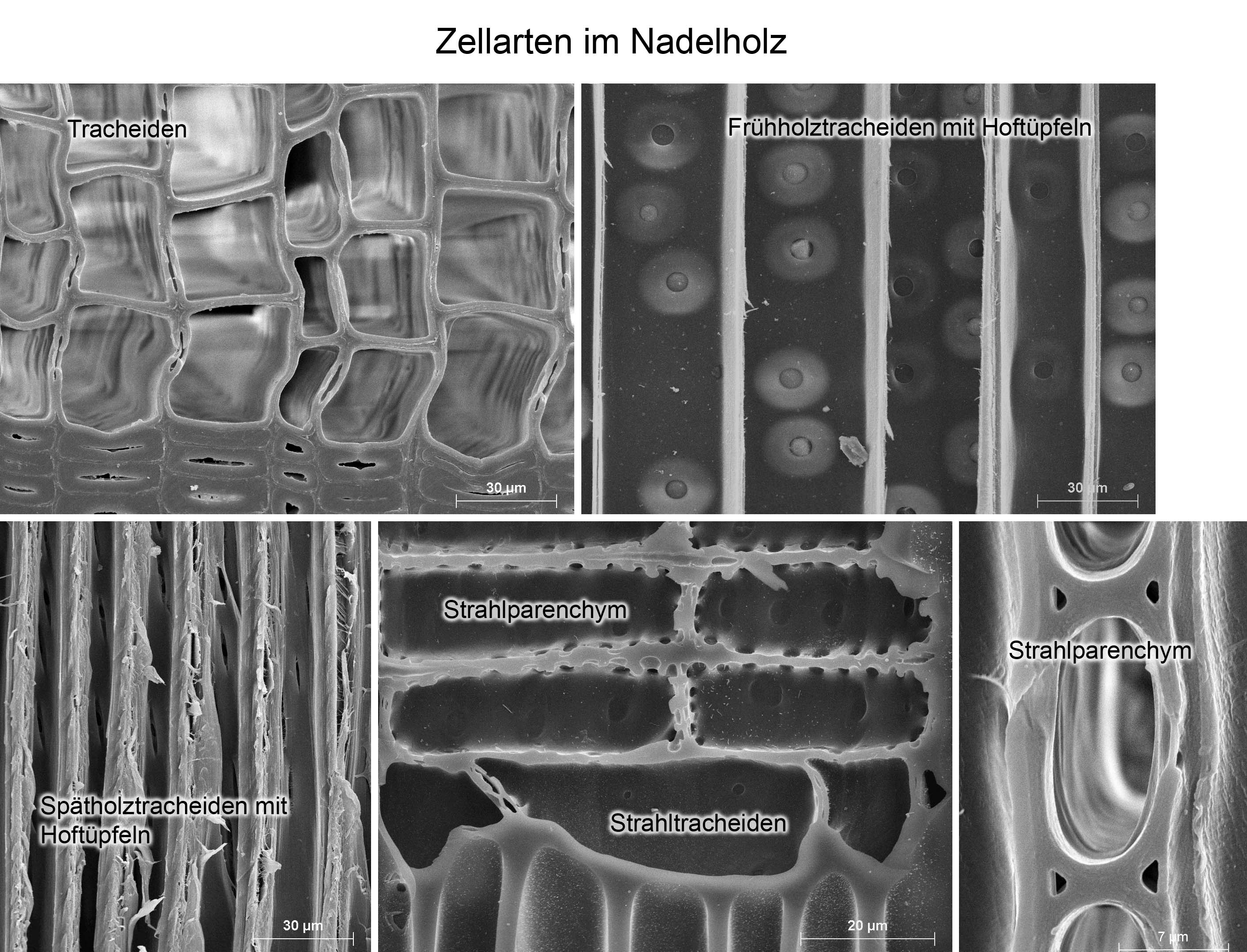
Zellarten im Nadelholz

Mit Nadelholz im eigentlichen Sinne wird das Holz der Nadelbäume bezeichnet. Verschiedentlich wird der Ausdruck insbesondere in der Pluralform „Nadelhölzer“ jedoch auch als Synonym für Nadelbäume verwendet. Früher wurde es auch als Schwarzholz oder Tangelholz sowie als Harzholz bezeichnet. Schwarzholz weil die Blätter (Nadeln) im Winter fast schwärzlich sind. Und Tangelholz weil die spitzen Nadeln als Tangeln, von mittelhochdeutsch Tan Feuer; für Tanne, dann englisch tang Dorn, Stachel bezeichnet wurden. Sowie Harzholz weil es Harz enthält. Als Nadelholz wird es bezeichnet, weil die Blätter dünn und spitzig sind wie Nadeln.
Das Holz der Nadelbäume besitzt keine Tracheen, so dass die im Vergleich englumigen Tracheiden neben Festigungsfunktionen auch den Transport des Wassers übernehmen müssen. Hierzu werden im Frühjahr Tracheiden mit größerem Durchmesser und dünnen Wänden als Frühholz gebildet. Sie sind durch zahlreiche Hoftüpfel verbunden. Im Sommer werden die Durchmesser kleiner und die Wandstärken größer. Das dann gebildete Spätholz dient der mechanischen Festigung des Stammes. Der Wechsel zwischen Spät- und Frühholz lässt die Jahresringe deutlich hervortreten.
Einige Nadelbäume bilden im Vergleich zum Splintholz ein farblich dunkler erscheinendes Kernholz, beispielsweise Lärchen (Larix spec.), Waldkiefer (Pinus sylvestris), Douglasie (Pseudotsuga menziesii) und Eibe (Taxus spec.). Bei Tannen (Abies spec.) und Fichten (Picea spec.) ist kein Farbunterschied vorhanden. Bei der Holzverarbeitung zu dekorativen Zwecken findet dies Berücksichtigung.
Das Nadelholz besteht zu 90 bis 95 % aus längs verlaufenden Tracheiden und ist somit insgesamt homogener als das Holz der Laubbäume. Der Rohdichtebereich ist mit 0,3 bis 0,6 relativ eng begrenzt. Unter anderem weil es Harz enthält, ist Nadelholz im Vergleich zu gleichschweren Laubhölzern resistenter gegen Witterung und Pilzbefall, ebenso ist es korrosionsbeständiger gegenüber Chemikalien. Auf Grund der meist geringen Schwindung ist es auch form- und dimensionsstabiler. In Verbindung mit der guten Bearbeitbarkeit lassen diese Eigenschaften eine vielseitige Verwendung insbesondere als Bau- und Schnittholz zu. Insbesondere die Fichte spielt darüber hinaus eine tragende Rolle in der Papierherstellung, durch die im Vergleich zu Laubbäumen längeren Fasern eignet sich Nadelholz gut um besonders stabile Papiere bzw. Zellstoff zu produzieren.
Zu den wichtigsten heimischen Nadelhölzern Europas gehören Fichten-, Tannen-, Lärchen- und Kiefernholz, während andere Nadelhölzer wie Eibenholz nur eine geringe Bedeutung haben.